# Dysschema practides
Dysschema practides là một loài bướm đêm thuộc phân họ Arctiinae, họ Erebidae.